# Parler tout bas
«Parler tout bas» (рус. Говорить совсем тихо) — третий сингл французской певицы Alizée, выпущенный в апреле 2001 года. Помимо самой песни, содержит инструментальную версию этой композиции.

## Список композиций
CD-сингл
1. «Parler tout bas» — 4:35
2. «Parler tout bas» (инструментальная версия)" — 4:35

Цифровая дистрибуция
1. «Parler tout bas» — 4:35

## Чарты, сертификации, продажи
| Чарт (2001)        | Наивысшее место |
| ------------------ | --------------- |
| Бельгия (Валлония) | 15              |
| Франция            | 12              |
| Годовой чарт       | Место           |
| Франция            | 59              |

| Страна  | Сертификация | Продажи/отгрузки |
| ------- | ------------ | ---------------- |
| Франция | Серебряный   | 144 000          |